# Josef Gerl

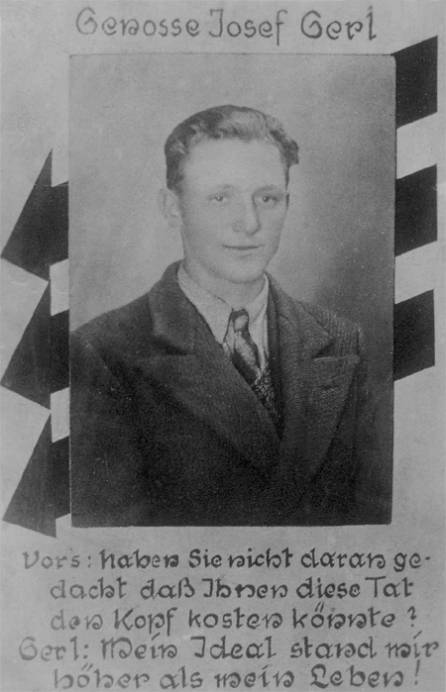
Foto von Josef Gerl, mit Kommentaren nach seinem Tod

Josef Julius  Gerl (* 13. Februar 1912 in Wien; † 24. Juli 1934 ebenda) war ein österreichischer Sozialist und Mitglied der Sozialistischen Arbeiter-Jugend (SAJ).

## Biografie

### Leben bis 1934
Gerls Familie stammte aus Böhmen und kam noch während der Donaumonarchie nach Wien. Josef Gerl machte eine Lehre als Goldschmied; nach Abschluss der Lehre und der gesetzlichen Behaltefrist wurde er jedoch entlassen. Die Wirtschaftskrise entzog ihm jegliche Lebensgrundlage.
Gerl war seit 1929 Mitglied der SAJ (heutige SJÖ) und aktiv in der SAJ-Gruppe „Prater“ in Wien-Leopoldstadt.

### Februarkämpfe 1934
1934 beteiligte sich Gerl an den Februarkämpfen, floh danach in die Tschechoslowakei und kehrte bald darauf wieder nach Österreich zurück, um den Kampf gegen den Austrofaschismus aufzunehmen.

### Sprengstoffanschlag
Am Abend des 20. Juli 1934 verübte Gerl zusammen mit dem Hutmachergehilfen Rudolf Anzböck einen Sprengstoffanschlag auf eine Signalanlage der Donauuferbahn, der nur geringen Schaden verursachte.
Anschließend wollten Gerl und Anzböck in die Tschechoslowakei fliehen, versäumten aber den letzten Zug um einige Minuten. So verbrachten beide die Nacht zum 21. Juli 1934 in einem nahe dem Ostbahnhof gelegenen Kaffeehaus und nach dessen Sperre im Freien. Gegen 4 Uhr früh wurde der patrouillierende Polizei-Oberwachmann Ferdinand Forstner in einer Parkanlage am Keplerplatz in Wien-Favoriten auf die beiden aufmerksam und kontrollierte ihre Ausweispapiere. Als Forstner schließlich noch eine Leibesvisitation vornehmen wollte, zog Gerl eine Pistole, feuerte zweimal auf den Wachmann und verletzte ihn lebensgefährlich (der 33-jährige Forstner erlag drei Wochen später den schweren Verletzungen, die Gerl ihm zugefügt hatte).
Gerl und Anzböck konnten nach einer dramatischen Verfolgungsjagd festgenommen werden. Im anschließenden Polizeiverhör gestanden sie das Sprengstoffattentat, das ihnen ansonsten kaum nachzuweisen gewesen wäre.

#### Anklage und Hinrichtung
Aufgrund ihres Geständnisses, ein Sprengstoffattentat geplant und durchgeführt zu haben, wurden Gerl und Anzböck an ein Standgericht verwiesen. Standrechtliche Verfahren waren am 10. November 1933 für bestimmte Vergehen eingeführt worden, am 12. Juli 1934 hatte die Regierung – wegen der damals zahlreichen Sprengstoffanschläge, die zumeist von illegalen Nationalsozialisten verübt wurden – den Standgerichten auch die Zuständigkeit für Vergehen im Zusammenhang mit Sprengstoffen (Sprengstoffattentate sowie illegaler Besitz von Sprengstoff) übertragen.

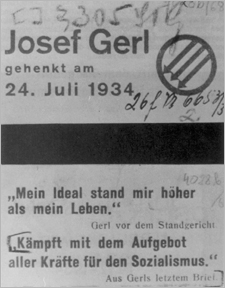
Todesanzeige

Die standrechtlichen Verfahren wurden von einem aus vier Richtern und einem Staatsanwalt bestehenden Senat geführt und dauerten pro Fall längstens drei Tage. Bei einstimmiger Bejahung der Schuldfrage endete das Verfahren mit einem Todesurteil, das nach spätestens drei Stunden am Würgegalgen zu vollstrecken war. Gegen das Urteil des Standgerichtes war kein Rechtsmittel zulässig, einzig eine Begnadigung durch den Bundespräsidenten war möglich.
Im Rahmen der standrechtlichen Gerichtsverhandlung unter dem Vorsitz von Oberlandesgerichtsrat Dr. Alois Osio erklärte Gerl, dass er „nicht mehr so fest im Rahmen der Sozialdemokratie“ sei, sondern mit den Nationalsozialisten sympathisiere. Dies war allerdings möglicherweise eine Schutzbehauptung, da der Anschlag – so Gerl im Verhör unmittelbar nach seiner Festnahme – zum Nutzen der Sozialdemokratie den Nationalsozialisten angelastet werden sollte.
Aufgrund des Sprengstoffattentats wurden Gerl und Anzböck am 24. Juli 1934 vom Standgericht zum Tode verurteilt. Anzböck wurde vom Bundespräsidenten begnadigt, Josef Gerl hingegen am selben Tag am Würgegalgen gehängt.

## Gedenken

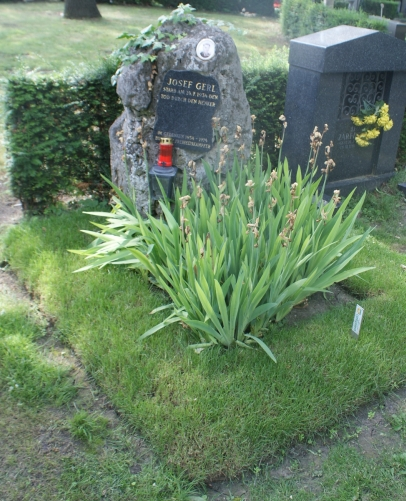
Grabstätte von Josef Gerl

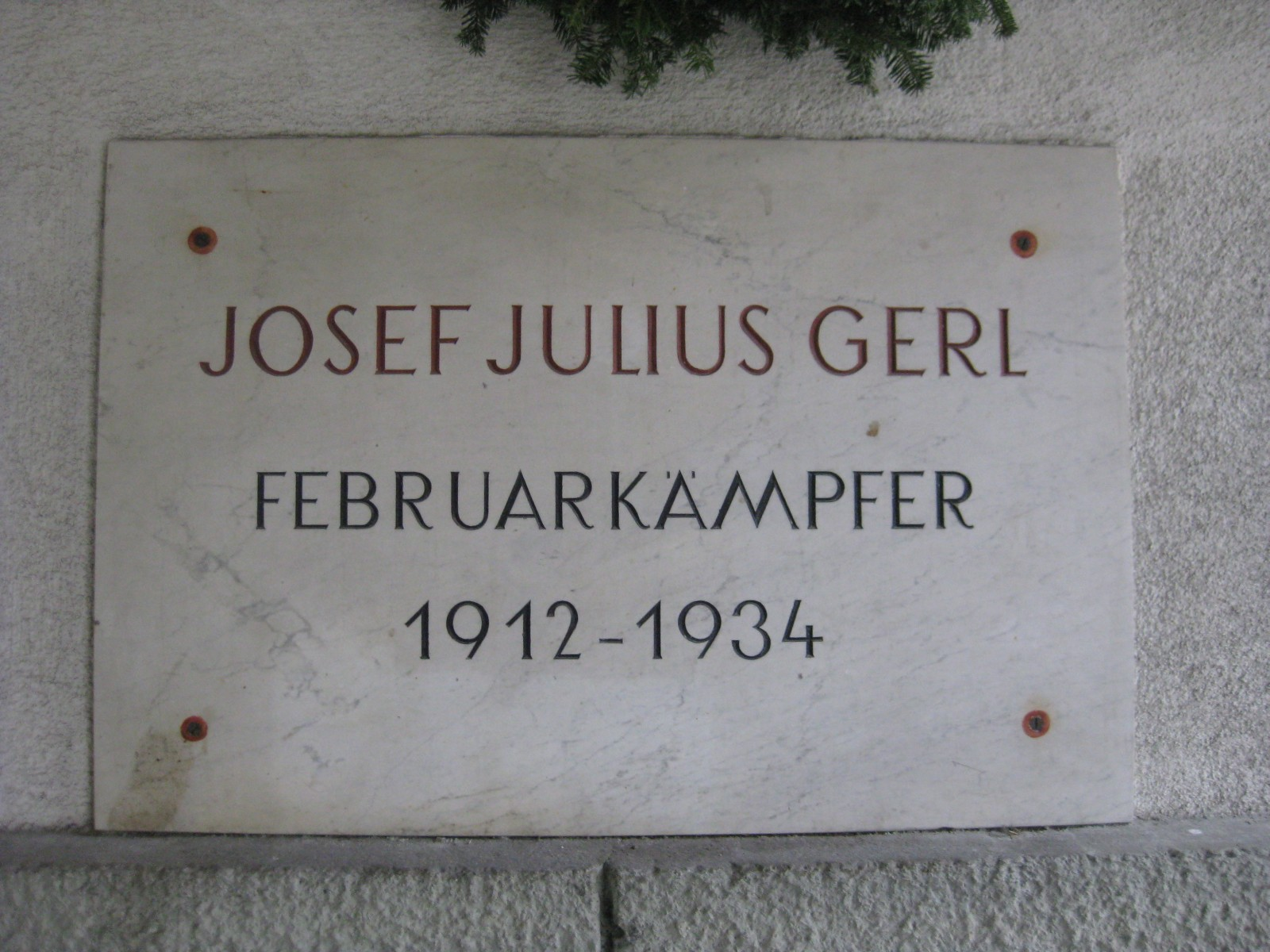
Gedenktafel am Josef-Gerl-Hof in Wien-Brigittenau

Das Grab Gerls befindet sich im Urnenhain der Feuerhalle Simmering (Abteilung 8, Ring 2, Gruppe 2, Nummer 23).
Im Spanischen Bürgerkrieg erhielt eine aus Österreichern gebildete Kompanie der Internationalen Brigaden den Namen „Josef Gerl“.
1949 wurde der 1931 in der Stromstraße 39–45 im 20. Wiener Gemeindebezirk (Brigittenau) errichtete Gemeindebau nach Josef Gerl umbenannt.